# Erhardstraße 19a (Bad Kissingen)

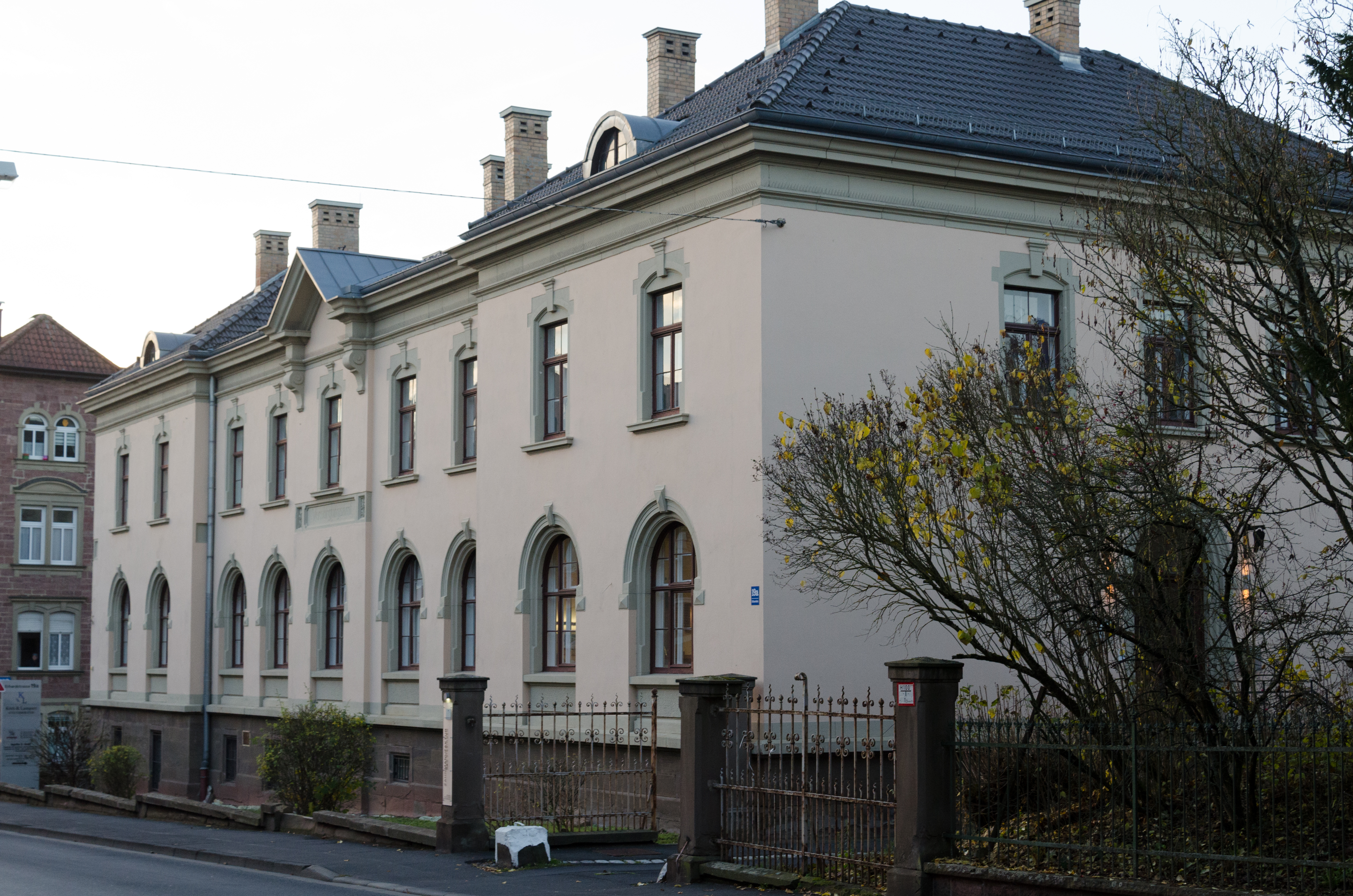
Erhardstraße 19a in Bad Kissingen.

Das Anwesen Erhardstraße 19a in der Erhardstraße in Bad Kissingen, der Großen Kreisstadt des unterfränkischen Landkreises Bad Kissingen, gehört zu den Bad Kissinger Baudenkmälern und ist unter der Nummer D-6-72-114-284 in der Bayerischen Denkmalliste registriert.

## Geschichte
Das Anwesen wurde von 1897 bis 1899 als Kommandositz der Bad Kissinger Landwehr errichtet. Es wurde als 35 Meter langer Quaderbau mit Seitenpavillons, Mittelrisalit mit Dreiecksgiebel sowie Rundbogenfenstern im Erdgeschoss und Stichbogenfenstern im Obergeschoss gestaltet.
Nach ihrer Gründung im Jahr 1868 war die Bad Kissinger Landwehr zunächst im Anwesen von Konditor Funckler in der Oberen Markstraße 5 (1868–1872) und danach im Westflügel des Stadthauses in der Maxstraße 14 untergebracht. Nachdem am 1. Januar 1889 die Landwehrkompanien in Brückenau, Neustadt und Königshofen aufgelöst und dem Bezirkskommando Kissingen zugeteilt wurden und der Stadtbau in der Maxstraße den Anforderungen nicht mehr gerecht wurde, ging der Magistrat auf das Ansinnen des Kriegsministeriums ein, in Kissingen einen Neubau zu errichten.
Nach langer Suche wurde an der Erhardstraße ein passendes, etwa 1.920 m² großes Grundstück gefunden. Die Bauarbeiten begannen im Jahr 1897; zeitgleich entstand mit dem Bau der Landwehrstraße am neuen Standort des Bezirkskommandos die heutige Straßenkreuzung Erhard-/Landwehrstraße.
Unter Berichterstattung der lokalen „Saale-Zeitung“ wurde das Dienstgebäude am 27. Juni 1899 bezogen. Es beherbergte im Parterre u. a. einen großen Offiziersversammlungsraum, drei Offiziersbüros, vier Feldwebelbüros, zwei Mannschaftszimmer, eine Schreibstube und ein Untersuchungszimmer sowie im ersten Stockwerk u. a. fünf Wohnungen für verheiratete. Im Rückgebäude wurden eine große Waschküche und ein Baderaum eingerichtet. Möglicherweise entstand bereits zu dieser Zeit schon eine im Jahr 1938 erwähnte Arrestzelle. Die ursprünglich angebrachten Schmuckverzierungen mit Wappenstein des Königreichs Bayern und einer Inschriftentafel existieren heute nicht mehr.
Nach der Auflösung der K. B. Landwehr beherbergte das Anwesen, das seit 1938 im Besitz des Deutschen Reiches war, zunächst das Versorgungsamt, dann von etwa 1920 bis etwa 1953 das Vermessungsamt und von spätestens 1991 bis 1995 die Landespolizei. Im Jahr 1995 kam das Anwesen in den Besitz des Freistaates Bayern, der es im Jahr 1999 renovieren ließ.